# Kobyłki Duże
Kobyłki Duże (prononciation [kɔˈbɨu̯ki ˈduʐɛ]) est un village de la gmina de Grabica, du powiat de Piotrków, dans la voïvodie de Łódź, situé dans le centre de la Pologne.
Il se situe à environ 8 kilomètres au sud-oust de Grabica (siège de la gmina), 15 kilomètres au nord de Piotrków Trybunalski (siège du powiat) et 39 kilomètres au sud de Łódź (capitale de la voïvodie).
Sa population s'élevait approximativement à 100 habitants en 2006.

## Administration
De 1975 à 1998, le village était attaché administrativement à l'ancienne voïvodie de Piotrków.

Depuis 1999, il fait partie de la nouvelle voïvodie de Łódź.